# Mycena silvae-pristinae
Mycena silvae-pristinae är en svampart som tillhör divisionen basidiesvampar, och som beskrevs av M. T. Veerkamp och Thomas Wilhelmus Kuyper. Mycena silvae-pristinae ingår i släktet Mycena, och familjen Favolaschiaceae. Arten har ej påträffats i Sverige.